# Прапор Олешкова
Прапор Олешкова — офіційний символ села Олешків, Коломийського району Івано-Франківської області, затверджений 27 січня 2023 р. рішенням сесії Заболотівської селищної ради.
Автори — А. Гречило та В. Косован.

## Опис
Квадратне полотнище, що складається із двох горизонтальних смуг, розділених зубчасто 9 разів (співвідношення їхніх ширин по середній лінії рівне 2:7), верхня смуга біла, на нижній синій — жовтий храм-ротонда.

## Значення символів
Сліди храму-ротонди були виявлені на території села. Цей символ вказує на давнє городище, а зубчасте ділення означає існування тут у ХІІ ст. укріпленого поселення.